# 20.º arrondissement de Paris

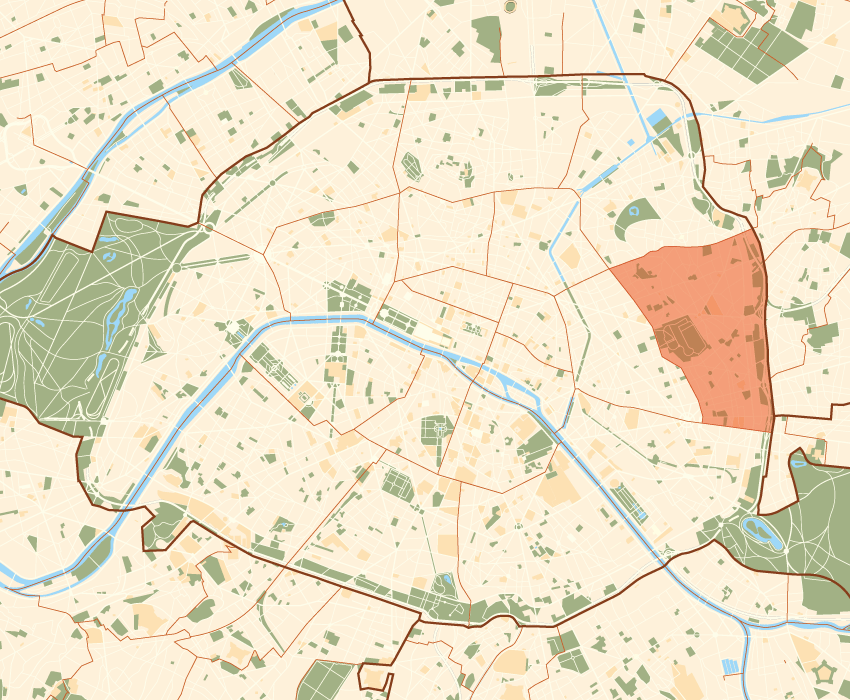
Mapa do 20.º arrondissement, assinalado a vermelho.

O 20.º arrondissement de Paris é um dos 20 arrondissements de Paris, situado na margem direita do rio Sena.

## Bairros
1. Quartier de Belleville
2. Quartier Saint-Fargeau
3. Quartier du Père-Lachaise
4. Quartier de Charonne

## Demografia
Em 2010, a população era de 193 303 habitantes numa área de 598 hectares, com uma densidade de 32 659 hab./km².
| Ano (censo nacional)     | População | Densidade (hab./km²) |
| ------------------------ | --------- | -------------------- |
| 1936 (pico populacional) | 208 115   | 34 779               |
| 1962                     | 199 310   | 33 307               |
| 1968                     | 188 921   | 31 571               |
| 1975                     | 175 795   | 29 378               |
| 1982                     | 171 971   | 28 738               |
| 1990                     | 184 478   | 30 829               |
| 1999                     | 182 952   | 30 594               |
| 2010                     | 195 303   | 32 659               |